# San Prosdócimo (Donatello Florencia)
El fragmento de San Prosdócimo es una escultura atribuida a Donatello. Es un relieve en mármol con incrustaciones policromadas (187x30 cm) y está conservado en el Museo del Cenacolo de Santo Espíritu en Florencia.

## Historia y descripción
La obra proviene de una casa de Padua en la que era utilizado como escalón. Su ejecución se remontaría por lo tanto al periodo paduano del autor (1443-1453). Llegado a Florencia con Salvador Romano, la escultura entró así a formar parte de las obras de su colección personal que posteriormente, sería donada a la sociedad.
Fiocco supuso que este relieve fragmentario podía haber formado parte de la decoración trasera del altar de San Antonio de Padua, derribado en 1579. La hipótesis sin embargo, fue refutada por Guidaldi.
Janson negó la atribución de esta obra al gran escultor, mientras Becherucci la reconfirmó. El santo obispo paduano hace pareja con el relieve de San Máximo, obra del mismo autor.
- Datos: Q3947849